# NK Zavrč
NK Zavrč (słoweń. Nogometni Klub Zavrč) – słoweński klub piłkarski, mający siedzibę w mieście Zavrč w północno-wschodniej części kraju.

## Historia
Chronologia nazw:
- 1998—...: NK Zavrč

Klub został założony latem 1998 roku jako NK Zavrč. Do 2004 roku występował w regionalnych ligach mistrzostw Słowenii. W sezonie 2004/05 debiutował w grupie wschodniej trzeciej ligi, gdzie zajął 1 miejsce, ale nie potrafił przebić się przez sito kwalifikacji do II ligi. W sezonie 2005/06 uplasował się na szóstej pozycji, a w sezonie 2006/07 ponownie zwyciężył w grupie wschodniej i tym razem zdobył awans do drugiej ligi. Pierwszy sezon w drugiej lidze był dość udany - 7 miejsce, ale klub został zdegradowany do piątego poziomu, z powodu wycofania się ich sponsora. Od 2009 rozpoczął szybko wspinać się po szczeblach hierarchii rozgrywek piłkarskich. W sezonie 2008/09 zajął 1 miejsce w VI lidze, w sezonie 2009/10 ulokował się na 1 pozycji w V lidze, w sezonie 2010/11 zwyciężył w Štajerskiej Nogometnej Lidze (D4), w sezonie 2011/12 był pierwszy w grupie wschodniej trzeciej ligi, w sezonie 2012/13 zdobył mistrzostwo drugiej ligi i po raz pierwszy zdobył awans do pierwszej ligi. W słoweńskiej ekstraklasie dwukrotnie zajmował 5. miejsce.
Sezon 2015/16 stał się początkiem kłopotów klubu - w tym sezonie spadł do drugiej ligi. Po kilkunastu kolejkach w tej klasie zespół wycofał się z rozgrywek ze względów finansowych.

## Sukcesy

### Trofea międzynarodowe
Nie uczestniczył w rozgrywkach europejskich (stan na 28-10-2016).

### Trofea krajowe
Słowenia
| \| \| Zdobyte trofea w rozgrywkach Słowenii (stan na: 28-10-2016) \| |                                                             |      |            |
| Rozgrywki                                                            | Osiągnięcie                                                 | Razy | Sezon(y)   |
| Mistrzostwo                                                          | I miejsce                                                   | 0    |            |
| Mistrzostwo                                                          | II miejsce                                                  | 0    |            |
| Mistrzostwo                                                          | III miejsce                                                 | 0    |            |
| Mistrzostwo                                                          | 5. miejsce                                                  | 2    | 2014, 2015 |
| Puchar                                                               | zdobywca                                                    | 0    |            |
| Puchar                                                               | finalista                                                   | 0    |            |
| Puchar                                                               | półfinalista                                                | 1    | 2016       |
| II liga                                                              | I miejsce                                                   | 2    | 1992, 2013 |
| II liga                                                              | II miejsce                                                  | 0    |            |
| II liga                                                              | III miejsce                                                 | 0    |            |
| Słowenia                                                             | Zdobyte trofea w rozgrywkach Słowenii (stan na: 28-10-2016) |      |            |

- 3 liga (D3):
  - mistrz (3x): 2004/05, 2006/07, 2011/12

## Stadion
Klub rozgrywa swoje mecze domowe na stadionie Športni park Zavrč we wsi Zavrč, który może pomieścić 1100 widzów.